# آرداک گریگوریان (بازیکن فوتبال، زاده ۱۹۹۱)
آرداک گریگوریان (زادهٔ ۲۶ فوریهٔ ۱۹۹۱)  بازیکن فوتبال اهل ارمنستان است.

## باشگاهی
از باشگاه‌هایی که در آن بازی کرده‌است می‌توان به باشگاه فوتبال زسکا مسکو و باشگاه فوتبال آلاشکرت اشاره کرد.